# Game Revolution
Game Revolution är en datorspelsinriktad webbplats som bland annat har recensioner, förhandsvisningar och fuskkoder. Webbplatsen grundades 1996 av Duke Ferris i Berkeley, Kalifornien.